# Tryggvi Þórhallsson

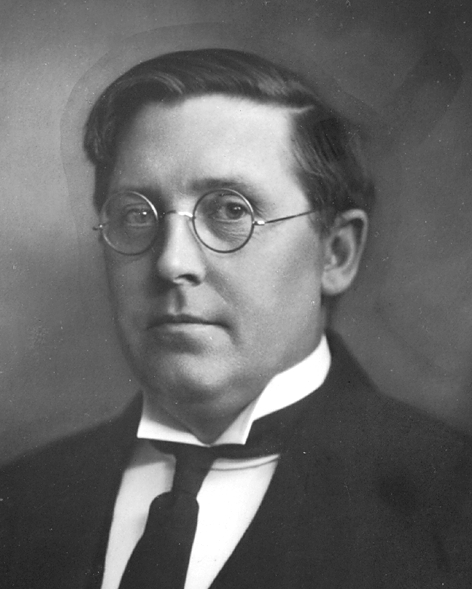
Tryggvi Þórhallsson

Tryggvi Þórhallsson (Reykjavík, 9 februari 1889 - 31 juli 1935) was een IJslands politicus. Hij was premier van IJsland van 28 augustus 1927 tot 3 juni 1932. Tryggvi Þórhallsson was lid van de Progressieve Partij van IJsland (Framsóknarflokkurinn). Hij is ook minister van financiën geweest.